# Território indígena
Mapa do território em 1836.
Território indígena era a denominação geral dada pelos norte-americanos às terras que foram destinadas por lei federal aos nativos americanos (índios) a partir dos década de 1830. As fronteiras foram definidas por lei de 1834 ("Indian Intercourse Act").
O nome não significava um território oficialmente organizado, ao contrário dos das terras dos colonos brancos que eram oficialmente reconhecidos.
As delimitações de terras aos nativos já tinha sido objeto da Proclamação Real de 1763, quando a Coroa britânica indicou para colonização as terras à leste dos Montes Apalaches. O que seria o território dos nativos foi reduzido ainda durante a administração britânica e depois da Revolução Americana, até que apenas as terras a Oeste do Rio Mississippi ficaram para os nativos.
Ao tempo da Revolução Americana, muitas tribos indígenas mantinham relações com os britânicos. Depois da derrota dos colonizadores, os americanos invadiram duas vezes o território de Ohio e foram detidos pelos nativos. Os americanos finalmente derrotaram os nativos na Batalha de Fallen Timbers em 1794 e impuseram o desfavorável Tratado de Greenville, obrigando os índios a cederem o que é agora o Estado de Ohio, parte da atual Indiana e as áreas de cidades de Chicago e Detroit, Michigan.

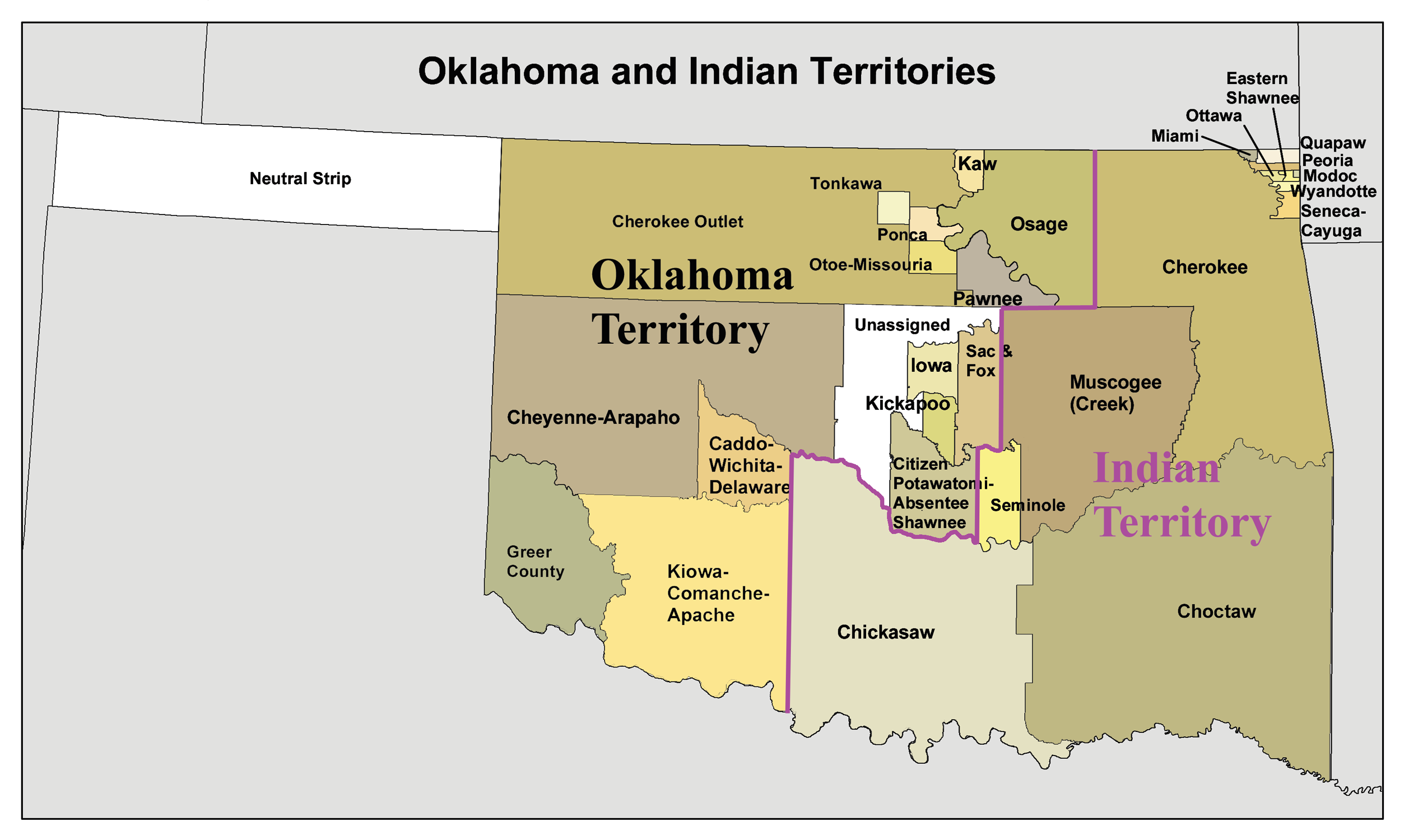
Oklahoma e o Território Indígena nos anos de 1890

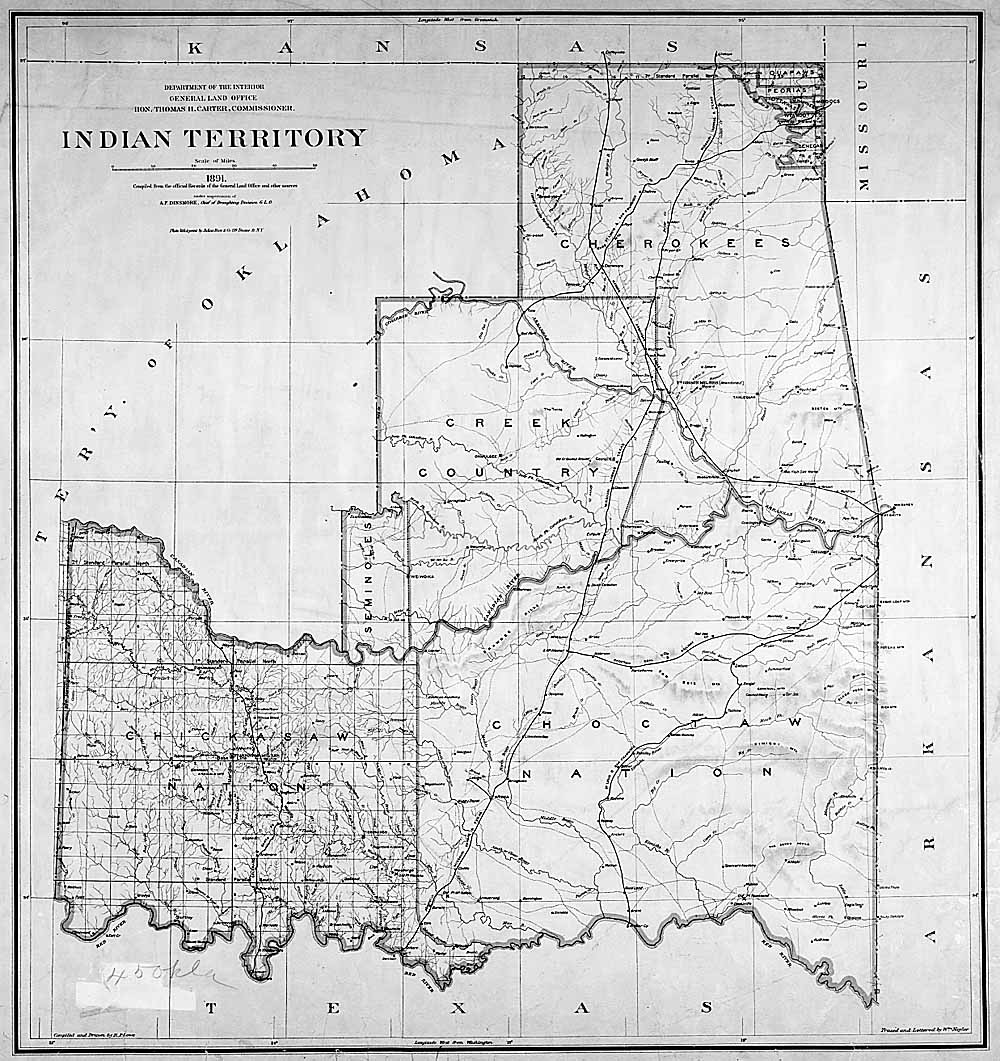
Território Indígena em 1891

O Território Indígena foi o destino das migrações das tribos por força da política implantada pelos presidentes americanos desde os primeiros anos do século XIX. A política se tornou abertamente agressiva com Andrew Jackson que aprovou a Lei de 1830 ("Indian Removal Act"), a qual lhe deu autoridade para negociar a remoção das tribos do sul e sudeste do país para o Oeste do Rio Mississippi. As principais tribos da região eram as chamadas "Cinco tribos civilizadas". O episódio histórico da remoção forçada dessas tribos ao Oeste ficou conhecido como a Trilha das Lágrimas, expressão atribuída aos nativos da Nação Choctaw em 1831. A trilha terminava no atual Arkansas e Oklahoma. Além dos índios, ali habitavam muitos brancos e escravos fugidios. Outras tribos como os Delaware, Cheyenne e Apaches também foram forçadas a se transferirem para o território.
As Cinco Tribos Civilizadas desenvolveriam muitas cidades de Oklahoma como Tulsa, Ardmore, Tahlequah, Tishomingo, Muskogee e outras. Os nativos compraram escravos negros e foram os responsáveis pela entrada dessa população em Oklahoma.
Quando da Guerra Civil Americana, membros dessas tribos lutaram ao lado dos exércitos confederados. Após a Batalha de Doaksville, o general de brigada Stand Watie, um comandante confederado e membro da nação Cherokee, se tornou o último general inimigo a se render as forças da União, em 23 de junho de 1865.
Nessa época, o Território Indígena foi reduzido ao que é o atual estado de Oklahoma. Então, com a organização oficial do Território de Oklahoma em 1890, restou apenas a metade leste da área. Os cidadãos do Território Indígena reivindicaram, em 1905, a admissão à União como o Estado de Sequoia, mas o Congresso recusou. Os reivindicantes então pediram para se juntar a União como um estado comum e foram reunidos a Oklahoma em novembro de 1907. Com isso o chamado Território Indígena foi extinto.

Muitos nativos americanos continuaram a viver em Oklahoma, principalmente na parte leste.